# Sibylle (frégate de 1792)
Pour les articles homonymes, voir Sibylle (homonymie).
Ne doit pas être confondu avec Sibylle (frégate de 1777).
La Sibylle est une frégate classe Hébé de 38 canons de la Marine française construite à Toulon, lancée en 1791 et mise en service en 1792. Elle est capturée en 1794 par le HMS Romney (navire de ligne de 50 canons) et intégrée à la Royal Navy sous le nom de HMS Sybille. Pendant son service britannique, le HMS Sybille participe à trois actions individuelles notables se soldant toutes par la capture d'un navire français. Jusqu'en juin 1830, le HMS Sybille est impliqué au sein de la Royal Navy dans la lutte contre l'esclavage. Le navire capture de nombreux esclavagistes et libère environ 3 500 esclaves. Le navire est vendu en 1833 pour servir comme lazaret à la ville de Dundee avant d'être démantelé.

## Service dans la marine française

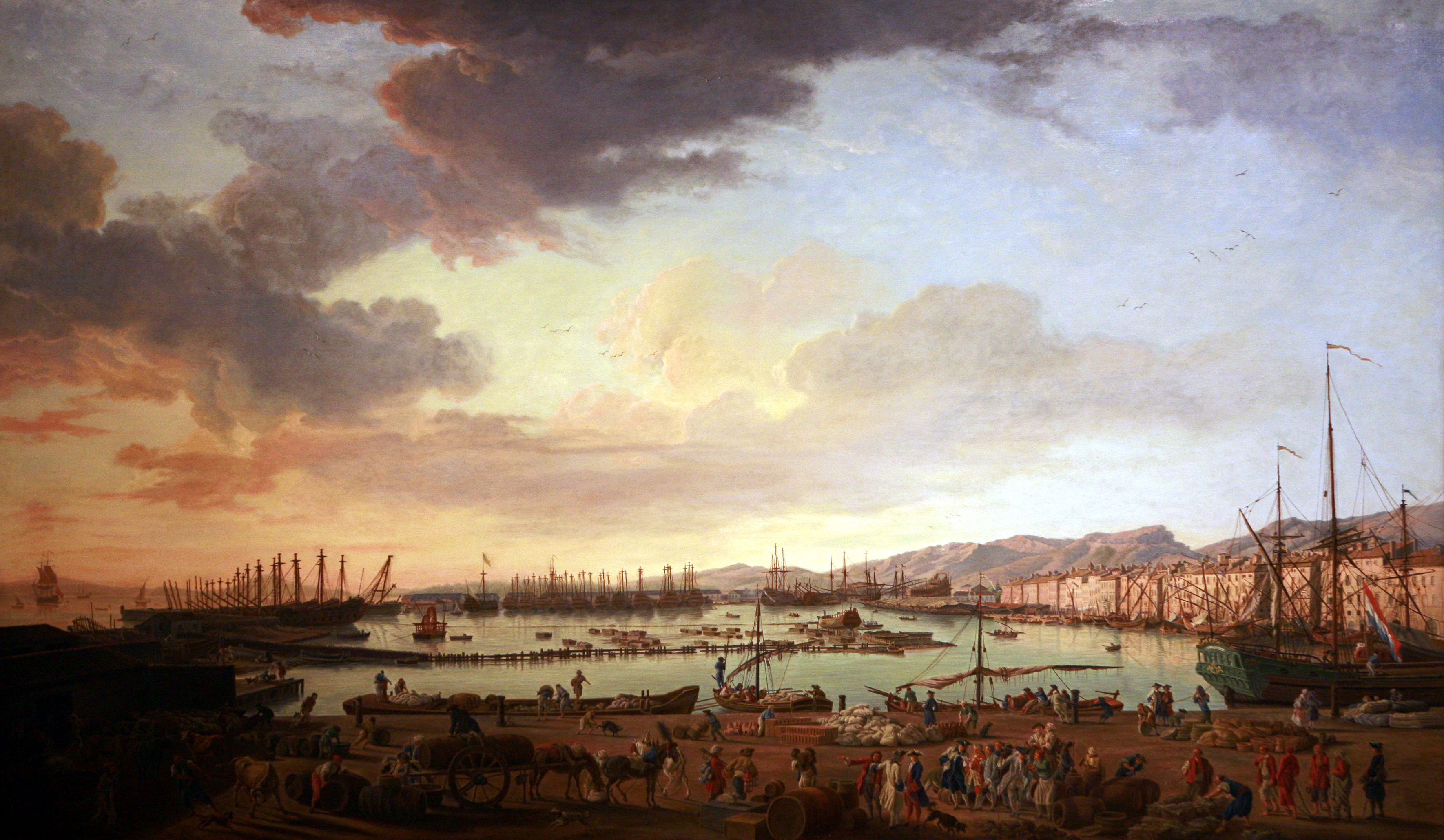
Vue générale du port de Toulon au milieu du XVIII.

Du 23 avril 1790 à octobre-décembre 1792, la Sibylle escorte un convoi et transfère des fonds de Toulon à Smyrne, d'abord sous les ordres du Capitaine de vaisseau (CV) Grasse-Briançon puis sous le CV de Venel. De mars 1793 à janvier 1794, sous les ordres du CV Rondeau, elle escorte des convois entre Toulon et Marseille puis intègre la Flotte du Levant. Elle navigue en mer Égée, escorte en juin 1794 un convoi de Candie à Mykonos.

## Capture

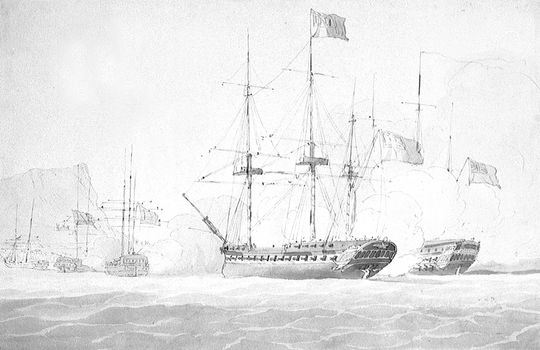
Bataille de Mykonos opposant la Sybille au HMS Romney. La Sybille est capturée à l'issue de la bataille.

Le 17 juin, alors que Sybille était ancré au large de Mykonos avec trois navires marchands à destination de Cadix, elle est découverte par un convoi britannique escorté par le HMS Romney, sous le commandement du capitaine Paget et accompagné de trois frégates. Paget s'approche et exige que la Sibylle hisse le drapeau blanc, Rondeau répond qu'il ne pouvait pas arborer un autre drapeau que celui de la République.
Le Romney ouvre alors le feu, et la Bataille de Mykonos s'engage entre les Britanniques et les Français. Durant une heure et demie les navires s'échangent un feu soutenu d'artillerie et subissent de lourdes pertes. La Sibylle, beaucoup moins puissante que son adversaire capitule et Paget prend possession de la frégate et des navires marchands. L'équipage français et le CV Rondeau sont déposés à terre et la Sibylle est intégrée à la Royal Navy sous le nom de HMS Sybille.

## Service dans la marine britannique
En 1798, le HMS Sybille, croise au large des Philippines et participe au Raid sur Manille. En décembre, elle donne la chasse à la Clarisse, dirigée par Robert Surcouf. La Clarisse s'échappe en jetant huit canons par-dessus bord.